# トルコテレコム

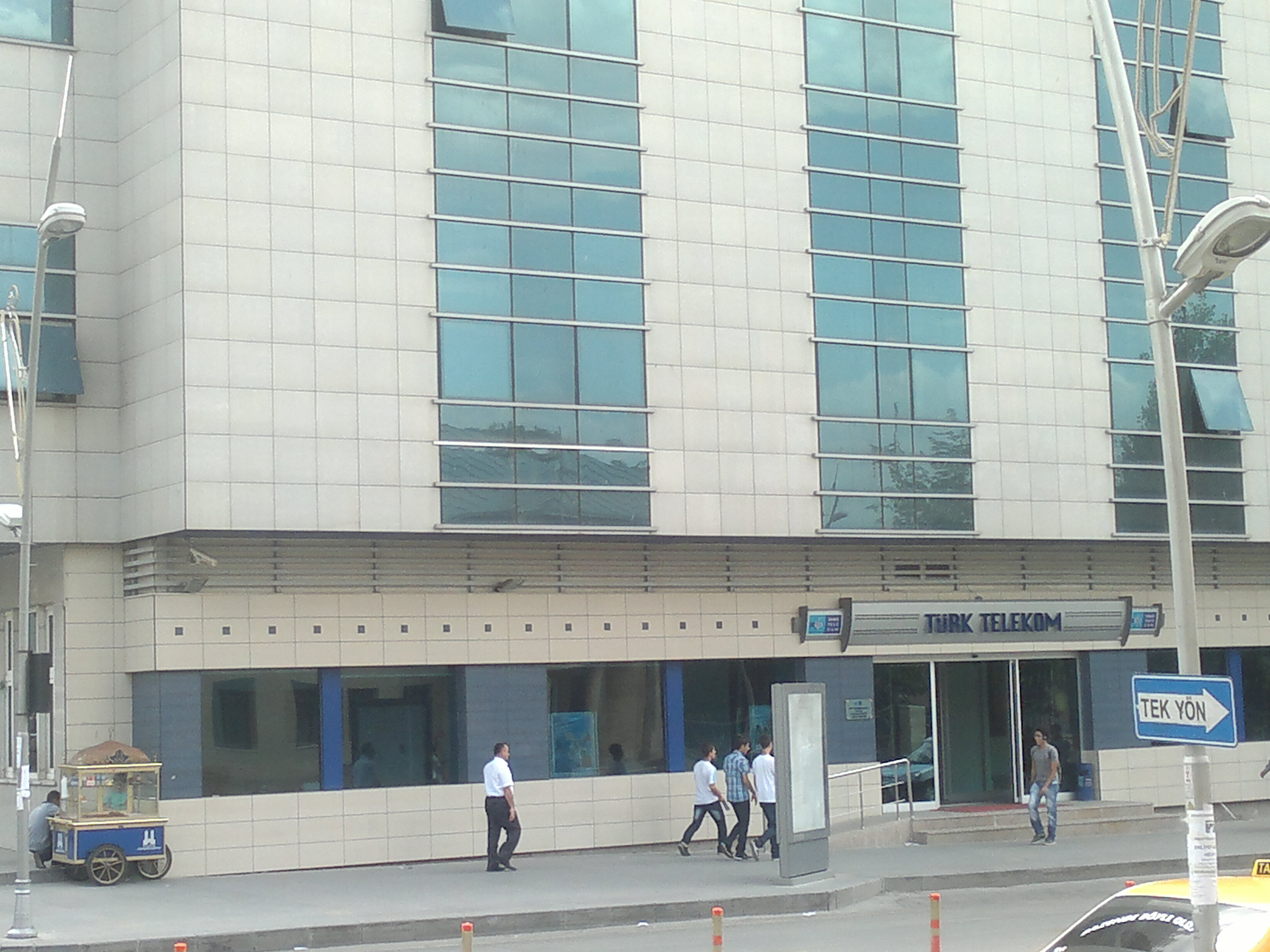
トルコテレコムのエルズルム支店（エルズルム県）

トルコテレコム（トルコ語: Türk Telekom）は、トルコ国営の公衆交換電話網サービスの会社で、ブロードバンドインターネット接続、携帯電話サービスまでの統合通信サービスを提供している。トルコの首都アンカラに本部がある。

## 概要
トルコテレコムは1995年に、国営のトルコ郵便電信電話（PTT）から分離された電信電話の企業グループである。公衆交換電話網、ブロードバンドインターネット接続、アヴェアを通じて携帯電話サービスまでの統合通信サービスを提供している。
トルコテレコム・グループ全体の企業では、2009年9月30日時点で公衆交換電話網の個人および法人の顧客が1,680万人、ADSLの顧客が600万人、GSMの顧客が1,210万人であった。TTNETなどの子会社は、株式の99.9％を所有している。また子会社を通して、トルコの三GSM事業者の1つであるAveaの株式の81％の所有者でもある。トルコテレコムはアルバニアのALBtelecomもサポートしている。
トルコテレコムの株式の61.5％はトルコ政府基金に属しており、30％はトルコ財務省に属している。残りの15％の株式は、イスタンブール証券取引所で一般に公開されている。
2018年7月、トルコの通貨・債務危機の過程で、トルコおよび国際銀行は、数十億ドルの未払い債務のためにトルコテレコムを管理下に置いた。債権者は、トルコで史上最大の債務不履行を解決するために、会社を買収するための特別目的事業体を設立した。
2011年から2021年の間、同社はガラタサライSKの本拠地であるネフ・スタジアムの命名権を保持していた。

## 参照項目
- トルコの電気通信
- トルコの電話サービス (Telephone services in Turkey)